# 宋若苏
宋若苏（？—1648年），寿州人，明清時期政治人物，歲貢出身。
明末任福宁州知州，清军首次攻克福建后降清，永曆二年刘中藻义军攻破福宁州城，宋若苏被杀。